# Plateauzool

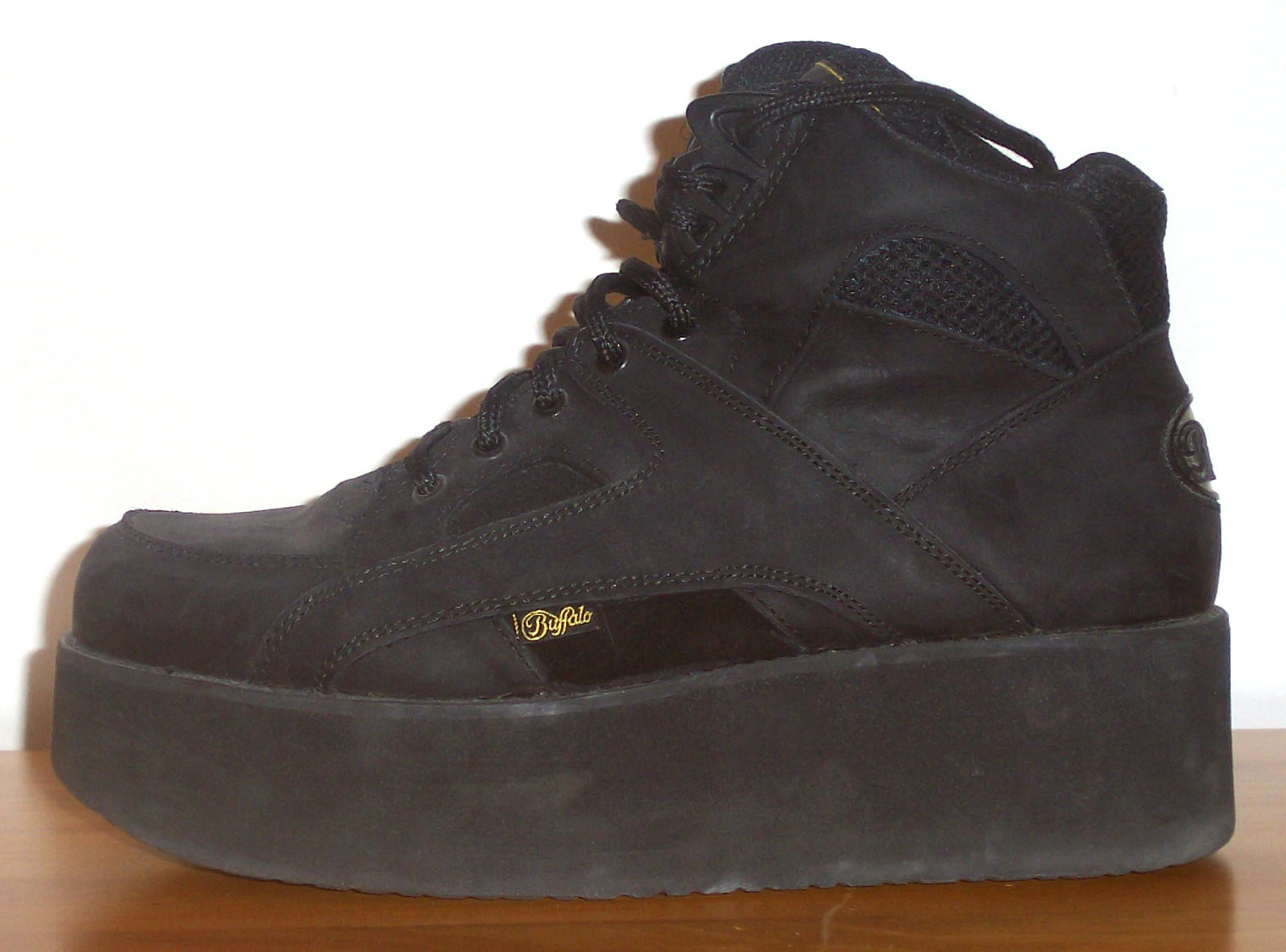
Schoen met plateauzool

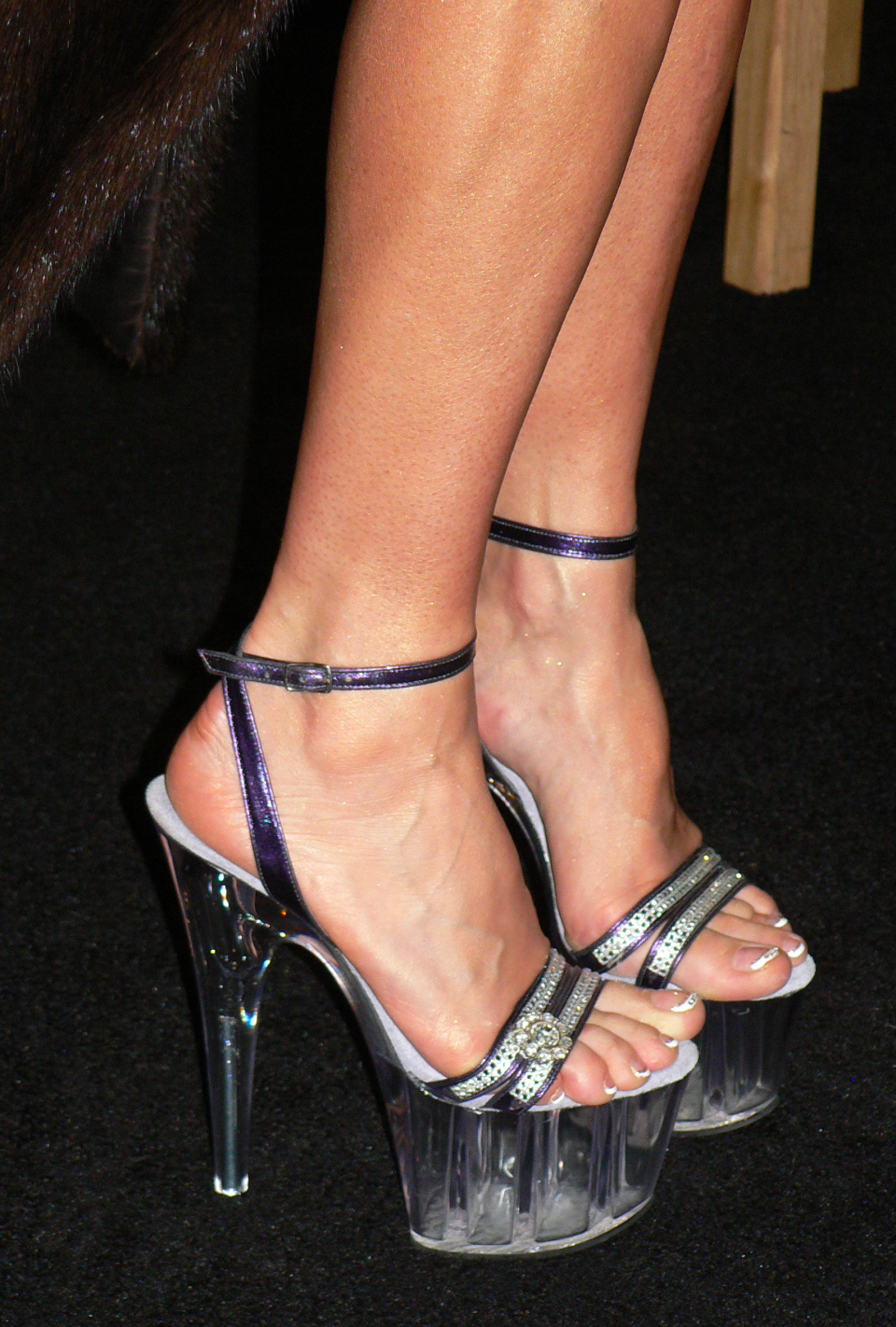
Damesschoenen met acryl plateauzolen

Plateauzolen zijn dikke schoenzolen die een opvallend stijlelement vormen. Ze laten de drager groter lijken, ook wanneer de schoen geen hoge hakken heeft. Behalve schoenen bestaan er ook laarzen met plateauzolen. Een plateauzool kan twee tot 10 centimeter dik zijn. Gecombineerd met een sleehak kan een massief of bijna massief ogend geheel ontstaan.

## Periodes en subculturen
Plateauschoenen werden zowel door meisjes als door jongens veel gedragen in de hippie-periode of de jaren 1970. In de lente en zomer van 2015 leefden plateauzolen weer helemaal op. Binnen de hipster-subcultuur werden sandalen met plateauzolen een trend.
Schoenen met plateauzolen worden veel gedragen in de Lolita-subcultuur, die heel erg populair is in Japan. 